# 사르데냐어
사르데냐어(사르데냐어: Sardu, Limba sarda)는 이탈리아의 사르데냐 섬에서 쓰이는 로망스어로, 화자수는 약 100만 명이다. 음운면에서 로망스어 가운데 가장 보수적으로, 발음 면에선 옛 라틴어에 가장 가까운 언어로 여겨진다.

## 개요
서유럽에서 로마 제국의 멸망 이후 사르데냐섬은 반달족, 비잔틴 제국, 지역 주디카티들, 아라곤 왕국, 사보이아국, 그리고 오늘날 이탈리아까지 이르는 연이은 통치를 받았다. 각 통치 세력마다 사르데냐어는 다르게 취급되었는데 예컨대 주디카티 통치 하에서 사르데냐어는 행정 문서에 사용되었으나 18세기까지 아라곤의 지배 하에서는 카탈루냐어와 카스티야어가 섬에서 상위 언어가 되었다. 또한 최근 이탈리아의 언어 정책은 양층언어 사용을 장려함으로써 사르데냐어와 카탈루냐어의 사용을 모두 감소시켰다.
1997년 끝내 사르데냐의 지역법에 의해, 그리고 1999년 이탈리아의 국가법에 의해 사르데냐어는 지역의 공인 언어로 인정되었다. 사르데냐어를 사용하는 공동체는 상당한 수준의 언어적 인식을 공유하나, 언어 손실과 동화를 장려하는 정책의 상당한 영향으로 지난 세기 동안 사르데냐어의 화자는 눈에 띄게 감소했다. 오늘날 사르데냐 성인 인구는 주로 이탈리아어를 사용하며, 젊은 세대의 15% 미만만이 부분적인 사르데냐어를 물려받은 것으로 보고된다. 이러한 변형은 일반적으로 언어학자 로베르토 볼로네시가 "문법적으로 올바르지 않은 속어"라고 묘사한 열화된 형태의 언어이다.
오늘날 사르데냐인들은 명명 체계를 포함하여 이탈리아의 국가적 관습에 거의 완전히 동화되었고, 한때 모어이던 사르데냐어에 대한 지식이 부족하고 단편적이며 사용 범위가 한정되어 있다. 따라서 유네스코는 사르데냐어를 "확실히 소멸 위기에 처한" 언어로 분류하고 있다.

## 같이 보기
- 남부 로망스어군